# Information Access
Information Access oder Informationszugang beschreibt Begriffsbedeutungen in wirtschaftlicher sowie gesellschaftlich/rechtlicher Situation.

## Wirtschaftliche Bedeutung
Erstens einen Fachbereich der IT mit dem Ziel, den Zugriff und die weitere Verarbeitung von großen und unhandlichen Daten- und Informationsmengen für menschliche User zu vereinfachen und effektiver zu gestalten.
Der Begriff Information Access beschreibt ein Forschungsgebiet am Knotenpunkt zwischen Informatik, Informationswissenschaft, Sprachtechnologie und Internet-Technologien. Zu den Information Access Technologien (IAT) gehören Anwendungen aus den Fachgebieten Informationsgewinnung, Textmining, maschinelle Übersetzung, Textkategorisierung, Enterprise Search und Web 2.0. 

## Gesellschaftliche/rechtliche Bedeutung
Zweitens, die Gewährleistung einer Möglichkeit zur Teilnahme an der Informationsgesellschaft und den Zugriff auf relevante und öffentliche Informationen für jedermann. In Diskussionen über freien Informationszugang und Informationsstrategien wird Information Access auch als die Gewährleistung von freiem und offenem Zugang zu Informationen verstanden. Daher steht der Begriff Information Access auch in engem Zusammenhang mit Begriffen wie z. B. Urheberrecht, Open Source, Privatsphäre und Informationssicherheit. Im öffentlichen Bereich wurden durch z. B. Urheberrecht und Patentrecht entsprechende Regelungen geschaffen.